# Terrible-Klasse (1780)
Die Terrible-Klasse war eine Klasse von zwei 110-Kanonen-Linienschiffen 1. Ranges der französischen Marine, die von 1780 bis 1807 in Dienst standen. Sie gehörten zu den größten Kriegsschiffen ihrer Zeit. Einen Eindruck von diesen Schiffen vermittelt die heute noch existierende britische Victory.

## Geschichte
Anlässlich des sich abzeichnenden Krieges gegen Großbritannien in Folge des Konfliktes in Nordamerika (Amerikanischer Unabhängigkeitskrieg), wurde ein Flottenbauprogramm für die französische Marine aufgelegt, das vier Schiffe mit einer Bewaffnung von um die 100 Kanonen vorsah. Aus den Vorgaben für diese Schiffe entwickelte François-Guillaume Clairain des Lauriers (Marinearsenal Rochefort) die Invincible, Léon-Michel Guignance (Marinearsenal Brest) die Royal-Louis und Joseph-Marie-Blaise Coulomb (Marinearsenal Toulon) die spätere Terrible-Klasse.

## Einheiten
| Name       | Bauwerft          | Bestellung       | Kiellegung   | Stapellauf        | Indienststellung | Außerdienststellung |
| ---------- | ----------------- | ---------------- | ------------ | ----------------- | ---------------- | ------------------- |
| Terrible   | Arsenal de Toulon | 23. Oktober 1778 | Juli 1779    | 27. Januar 1780   | 28. Mai 1780     | November 1801       |
| Majestueux | Arsenal de Toulon | 20. April 1780   | 5. Juli 1780 | 17. November 1780 | Juni 1781        | Mai 1807            |

## Technische Beschreibung
Die Klasse war als Batterieschiff mit drei durchgehenden Geschützdecks konzipiert und hatte eine Länge von 60,64 Metern (Geschützdeck), eine Breite von 16,24 Metern und einen Tiefgang von 8,12 Metern bei einer Verdrängung von 2.500/4.700 Tonnen. Sie waren Rahsegler mit drei Masten (Fockmast, Großmast und Kreuzmast). Der Rumpf schloss im Heckbereich mit einem Heckspiegel, in den Galerien integriert waren, die in die seitlich angebrachten Seitengalerien mündeten.
Die Besatzung hatte eine Stärke von 1.055 bis 1.150 Mann. Die Bewaffnung der Klasse bestand aus 110 Kanonen, die sich aber im Laufe ihrer Dienstzeit mehrmals veränderte.
|        | Unteres Batteriedeck    | Mittleres Batteriedeck  | Oberes Batteriedeck     | Backdeck              | Achterdeck                                     | Kanonen (Geschossgewicht) |
| ------ | ----------------------- | ----------------------- | ----------------------- | --------------------- | ---------------------------------------------- | ------------------------- |
| Design | 30 × 36-Pfünder         | 32 × 24-Pfünder         | 32 × 12-Pfünder         | 8 × 8-Pfünder         | 8 × 8-Pfünder                                  | 110 Kanonen (578 kg)      |
| 1793   | 30 × 36-Pfünder-Kanonen | 32 × 24-Pfünder-Kanonen | 32 × 12-Pfünder-Kanonen | 6 × 8-Pfünder-Kanonen | 6 × 8-Pfünder-Kanonen 4 × 36-Pfünder-Haubitzen | 110 Geschütze (605 kg)    |

## Bemerkungen
1. ↑  Die französische Einteilung in Rangklassen wich von der britischen ab. Zum Zeitpunkt der Fertigstellung  der Terrible-Klasse waren französische Schiffe Ersten Ranges Dreidecker mit bis zu 118 Kanonen oder Zweidecker mit 80 Kanonen